# ۱٬۴-تیازپین
۱٬۴-تیازپین (به انگلیسی: 1,4-Thiazepine) با فرمول شیمیایی C5H5NS یک ترکیب شیمیایی با شناسه پاب‌کم 164887 است. که جرم مولی آن ۱۱۱٫۱۶ گرم بر مول می‌باشد. 